# Lovaglás az 1920. évi nyári olimpiai játékokon
Az 1920. évi nyári olimpiai játékokon a lovaglásban hét versenyszámot rendeztek.

## Éremtáblázat
(A rendező ország csapata és a magyar érmesek eltérő háttérszínnel, az egyes számoszlopok legmagasabb értéke, vagy értékei vastagítással kiemelve.)
| Az 1920. évi nyári olimpiai játékok éremtáblázata lovaglásban | Az 1920. évi nyári olimpiai játékok éremtáblázata lovaglásban | Az 1920. évi nyári olimpiai játékok éremtáblázata lovaglásban | Az 1920. évi nyári olimpiai játékok éremtáblázata lovaglásban | Az 1920. évi nyári olimpiai játékok éremtáblázata lovaglásban | Olimpia  |
| ------------------------------------------------------------- | ------------------------------------------------------------- | ------------------------------------------------------------- | ------------------------------------------------------------- | ------------------------------------------------------------- | -------- |
|                                                               | Ország                                                        | Arany                                                         | Ezüst                                                         | Bronz                                                         | Összesen |
| 1.                                                            | Svédország (SWE)                                              | 4                                                             | 2                                                             | 3                                                             | 9        |
| 2.                                                            | Belgium (BEL)                                                 | 2                                                             | 1                                                             | 2                                                             | 5        |
| 3.                                                            | Olaszország (ITA)                                             | 1                                                             | 2                                                             | 2                                                             | 5        |
|                                                               |                                                               |                                                               |                                                               |                                                               |          |
| 4.                                                            | Franciaország (FRA)                                           | 0                                                             | 2                                                             | 0                                                             | 2        |
|                                                               |                                                               |                                                               |                                                               |                                                               |          |
| Összesen                                                      | Összesen                                                      | 7                                                             | 7                                                             | 7                                                             | 21       |

## Érmesek
| Az 1920. évi nyári olimpiai játékok érmesei lovaglásban | | | |
| Versenyszám                                             | Arany | Ezüst | Bronz |
| Díjlovaglás egyéni                                      | Jane Lundblad [Uno] · Svédország (SWE)                                                                                 | Bertil Sandström [Sabel] · Svédország (SWE)                                                                                                  | Hans von Rosen [Running Sister] · Svédország (SWE)                                                                                                |
| Díjugratás egyéni                                       | Tommaso Lequio di Assaba [Trebecco] · Olaszország (ITA)                                                                | Alessandro Valerio [Cento] · Olaszország (ITA)                                                                                               | Carl Gustaf Lewnhaupt [Mon Coeur] · Svédország (SWE)                                                                                              |
| Díjugratás csapat                                       | Svédország (SWE) · Claës König [Tresor] · Hans von Rosen [Poor Boy] · Daniel Norling [Eros II] · Frank Martin [Kohort] | Belgium (BEL) · Henri Laame [Biscuit] · André Coumans [Lisette] · Herman de Gaiffier d'Hestroy [Miss] · Herman d'Oultromont [Lord Kitchener] | Olaszország (ITA) · Ettore Caffaratti [Tradittore] · Alessandro Alvisi [Raggio di Sole] · Giulio Cacciandra [Fortunello] · Carlo Asinari [Varone] |
| Lovastusa egyéni                                        | Helmer Mörner [Germania] · Svédország (SWE)                                                                            | Age Lundström [Ysra] · Svédország (SWE) | Ettore Caffaretti [Caniche] · Olaszország (ITA)                                                                                                   |
| Lovastusa csapat                                        | Svédország (SWE) · Helmer Mörner [Germania] · Åge Lundström [Ysra] · Georg von Braun [Diana] · Gustaf Dyrsch [Salamis] | Olaszország (ITA) · Ettore Caffaratti [Caniche] · Garibaldi Spighi [Otello] · Giulio Cacciandra [Facetto] · Carlo Asinari [Savari]           | Belgium (BEL) · Roger Moeremans d'Emaüs [Sweet Girl] · Oswald Lints [Martha] · Jules Bonvalet [Weppelghem] · Jacques Misonne [Gaucho]             |
| Lovastorna egyéni                                       | Daniel Bouckaert · Belgium (BEL)                                                                                       | Field · Franciaország (FRA) | Luis Finet · Belgium (BEL) |
| Lovastorna csapat                                       | Belgium (BEL) · Albert van Cauwenberg · Daniel Bouckaert · Louis Finet · van Ranst                                     | Franciaország (FRA) · Field · Salins · Cauchy                                                                                                | Svédország (SWE) · Carl Green · Anders Mårtensson · Oskar Nilsson                                                                                 |